# Sympycnus luteicornis
Sympycnus luteicornis är en tvåvingeart som beskrevs av Octave Parent 1927. Sympycnus luteicornis ingår i släktet Sympycnus och familjen styltflugor. Inga underarter finns listade i Catalogue of Life.